# 死了一個娛樂女記者之後
《死了一個娛樂女記者之後》（英語：Tabloid），是一部2025年發行的臺灣的懸疑犯罪影集，由梁秀紅和吳旻炫執導，林予晞和薛仕凌主演，於2025年2月8日起週更兩集，每週六晚間9點公共電視台、新加坡有線電視Singtel播出，晚間10點Netflix、中華電信MOD、Hami Video、CATCHPLAY+、印尼同步上架，2月9日起每週日晚間9點八大戲劇台播出。

## 播出時間
| 頻道        | 所在地     | 播出日期     | 播出時間                  |
| ----------- | ---------- | ------------ | ------------------------- |
| 公視主頻    | 臺灣       | 2025年2月8日 | 每週六 21:00 （連播兩集） |
| Singtel     | 新加坡     | 2025年2月8日 | 每週六 21:00 （連播兩集） |
| Netflix     | 臺灣       | 2025年2月8日 | 每週六 22:00 （連播兩集） |
| 中華電信MOD | 臺灣       | 2025年2月8日 | 每週六 22:00 （連播兩集） |
| Hami Video  | 臺灣       | 2025年2月8日 | 每週六 22:00 （連播兩集） |
| Catchplay+  | 臺灣       | 2025年2月8日 | 每週六 22:00 （連播兩集） |
| Catchplay+  | 印度尼西亞 | 2025年2月8日 | 每週六 22:00 （連播兩集） |
| 八大戲劇台  | 臺灣       | 2025年2月9日 | 每週日 21:00 （連播兩集） |

## 演員

### 主演
- 林予晞 飾演 劉知君：資深記者[3]
- 薛仕凌 飾演 莊大海：資深攝影記者[3]
- 王渝萱 飾演 林姵亭：菜鳥記者[4]。
- 柯淑勤 飾演 姚于甄：金牌監製，梁辰漢妻子[4]。
- 李銘忠 飾演 梁辰漢：電視台董事長，姚于甄丈夫。[4]
- 宋柏緯 飾演 高佑霖：當紅偶像[4]。

### 聯合演出
- 黃瀞怡 飾演 陳嘉娜：Mina，知名網紅[4]。
- 鍾承翰 飾演[4] 郭柏伸：檢察官
- 六月[4] 飾演 黃慈方：週刊副總
- 王真琳 飾演[4] 許若希：本名許筱安，高佑霖緋聞對象
- 潘慧如 飾演 馬姐
- 陳幼芳 飾演 羅彩涵：羅姐，週刊執行副總
- 路嘉欣 飾演 謝雪倫：資深記者
- 柯素雲 飾演[4] 趙小淳：林姵亭母親
- 雷嘉汭 飾演 朱品芸：新人演員
- 李千娜 飾演 吳凱莉：知名女星
- 張睿家 飾演 王瑞宇：醫生
- 龍天翔 飾演 市長
- 王月 飾演 市長夫人
- 唐從聖 飾演 Jimmy
- 陳文山 飾演 陳建宏：市長秘書長
- 馬力歐 飾演[4] 溫兆輝：北檢檢察長
- 高英軒 飾演 王志揚：Sam，志揚建設董事長
- 葉子綺 飾演 萱萱：大海女兒[4]。
- 孫頌婷 飾演 江怡雯：大海前妻。
- 蔡承儒（菜頭）飾演 小七：高佑霖助理
- 徐裕傑 飾演 小蜜蜂
- 林孫煜豪 飾演 KJ：駭客
- 鍾政均 飾演 許志峰：許若希的哥哥

### 客串演出
- 吳映潔 飾演 妞妞：網紅

## 分集標題
| 集數 | 日期          | 標題                   |
| 1    | 2025年2月8日  | 墜落                   |
| 2    | 2025年2月8日  | 記者・妓者             |
| 3    | 2025年2月15日 | 放蛇                   |
| 4    | 2025年2月15日 | 獨家腥聞               |
| 5    | 2025年2月22日 | 潛規則                 |
| 6    | 2025年2月22日 | 新聞白手套             |
| 7    | 2025年3月1日  | R HOTEL                |
| 8    | 2025年3月1日  | 死了一個娛樂女記者之後 |

## 製作

### 開發
《死了一個娛樂女記者之後》是改編自台灣作家柯映安的同名小說。2019年11月，賴雅妍獲邀為《死了一個娛樂女記者之後》錄製有聲書，並在出版後引來熱議。該作隨即於翌年宣佈將會被改編成影視作品，並在同年開始前期籌拍。2022年9月24日，該劇宣佈開拍，由鏡文創開發，梁秀紅和吳旻炫執導，林予晞和薛仕凌主演，其中林予晞在訪問中提到她是原著小說的書迷，因此對能飾演女主角劉知君感到非常滿足。同年12月29日，柯淑勤、李銘忠、王渝萱、宋柏緯、黃瀞怡、六月、王真琳、柯素雲、鍾承翰和馬力歐宣佈參演。

### 拍攝
主體拍攝於2022年9月24日開始，並在同年12月殺青。

## 外部連結
- 鏡文學 Mirror Fiction上《死了一個娛樂女記者之後》的介紹
- 在Hami Video上觀看《死了一個娛樂女記者之後 （页面存档备份，存于）》
- 在CATCHPLAY+ Taiwan上觀看《死了一個娛樂女記者之後》
- 在Netflix上觀看《死了一個娛樂女記者之後》
- 互联网电影数据库（IMDb）上《死了一個娛樂女記者之後》的资料（英文）
- 官方网站－八大